# Divisão Classificatória 1992
Die Divisão Classificatória 1992 war die 13. Spielzeit der zweiten Fußballliga Brasiliens.

## Saisonverlauf
Der Wettbewerb startete am 9. Februar 1992 in seine neue Saison und endete am 11. Juli 1992. Die Meisterschaft wurde vom nationalen Verband CBF ausgerichtet. Am Ende der Saison konnte Paraná Clube die Meisterschaft feiern.
Für die Teilnahme an dem Wettbewerb waren 24 Klubs vorgesehen. Am 7. Januar 1992 entschied der CBF eine Aufstockung auf 32, was im Gegensatz zum Vorjahr noch einer Reduzierung um 32 Teilnehmer entsprach. Hintergrund war eine geplante Erhöhung der Teilnehmerzahl für die erste Liga 1993.
Der Wettbewerb wurde in drei Gruppenphasen, Halbfinale und einem Finale ausgetragen. Die erste Runde bestand aus vier Gruppen mit jeweils acht Klubs. Die drei Erstplatzierten einer Gruppe zogen in die zweite Runde ein und qualifizierten sich für die erste Liga 1993.
Für die zweite Runde war ursprünglich eine K.-o.-Runde eingeplant. sich diese Phase in der K.-o.-Phase unter den Klassifizierten. Zur Kostenreduzierung für die kleineren Klubs wurde auf diese verzichtet und eine weitere Gruppenrunde veranstaltet, in welcher die Teilnehmer nach ihrer Herkunftsregion eingeordnet wurden. Diese zwölf Klubs wurden zu gleichen Teilen in drei Gruppen aufgeteilt. Um eventuelle Vorteile für stärkere Klubs zu vermeiden, wurde ausgewählten Klubs ein zusätzlicher Punkt gutgeschrieben. Dieses waren Santa Cruz FC, Criciúma EC, Ceará SC, Clube do Remo, América Mineiro und Paraná Clube. Die zwei Besten jeder Gruppe zogen in die dritte Runde ein.
Die für dritte Runde geplante K.-o.-Runde konnte in der Form auch nicht ausgetragen werden. Der Fortaleza EC legte vor Gericht Klage ein. Aus Sicht des Klubs hätte dieser für die dritte Runde qualifiziert sein müssen. In seiner Gruppe E hat Fortaleza sechs Punkte erzielt und wurde als Tabellendritter hinter Santa Cruz geführt. Der Klub hatte sich sechs Punkte erspielt und errang den zweiten Platz durch den zugeschriebenen Punkt. Gegen die Festlegung dieser Reihenfolge klagte Fortaleza. Der Klage wurde durch den CBF stattgegeben. Der Verband entschied das beide Klubs in die dritte Runde einziehen durften. Um eine runde Anzahl Teilnehmer für die dritte Runde zu erhalten, sollte dieselbe Regelung für die Gruppe G Anwendung finden, in welcher der Grêmio FBPA auf dem dritten Platz lag. Der Klub verzichtete aus finanziellen Gründen auf die Teilnahme und América Mineiro als dritter der Gruppe F rückte nach. Die nunmehr acht Klubs traten in zwei Gruppen zu je viert gegeneinander an. Die beiden Gruppensieger zogen ins Finale ein.
Im Halbfinale trafen die Gruppenersten der Runde drei auf die Gruppenzweiten.

## Teilnehmer
Von den angemeldeten Teilnehmern sagten die Klubs sechs ihre Teilnahme ab. Hierfür rückten nach Entscheidung des CBF nach.
- Amazonas
  - Absage: Nacional FC (AM)
  - Ersatz: Criciúma EC aus Santa Catarina als Sieger Copa do Brasil 1991

- Maranhão
  - Absage: Sampaio Corrêa FC
  - Ersatz: União São João EC aus dem Verband von São Paulo als Sieger des Benedito Teixeira Tournament 1991

- Mato Grosso
  - Absage: CE Dom Bosco
  - Ersatz: CE Operário Várzea-Grandense

- Piauí
  - Absage: Ríver AC
  - Ersatz: SE Picos

- São Paulo
  - Absage: Grêmio Esportivo Novorizontino
  - Ersatz: São José EC

- Sergipe
  - Absage: CS Sergipe
  - Ersatz: AD Confiança

Der Verband von Paraíba, der Federação Paraibana de Futebol, sah vor, dass der Teilnehmer aus zwei Spielen zwischen dem Campinense Clube und dem Auto EC (PB) ermittelt wird. Die Funktionäre der Klubs widersprachen dieser Regelung. Nach einer Unentschieden endenden Partie erhielt Campinense den Startplatz.
Die Teilnehmer waren:
| Bundesstaat         | Klub                         | Ergebnis    |
| ------------------- | ---------------------------- | ----------- |
| Alagoas             | CS Alagoano                  | 1. Runde    |
| Bahia               | EC Vitória                   | Vizemeister |
| Brasília            | Taguatinga EC                | 1. Runde    |
| Ceará               | Ceará SC                     | 2. Runde    |
| Ceará               | Fortaleza EC                 | 3. Runde    |
| Espírito Santo      | AD Ferroviária               | 2. Runde    |
| Goiás               | AA Anapolina                 | 1. Runde    |
| Mato Grosso         | CE Operário Várzea-Grandense | 1. Runde    |
| Mato Grosso do Sul  | Operário FC (MS)             | 1. Runde    |
| Minas Gerais        | América Mineiro              | 3. Runde    |
| Pará                | Clube do Remo                | 3. Runde    |
| Paraíba             | Campinense Clube             | 1. Runde    |
| Paraná              | Coritiba FC                  | 2. Runde    |
| Paraná              | Londrina EC                  | 1. Runde    |
| Paraná              | Paraná Clube                 | Meister     |
| Pernambuco          | Central SC                   | 1. Runde    |
| Pernambuco          | Santa Cruz FC                | Halbfinale  |
| Piauí               | SE Picos                     | 1. Runde    |
| Rio de Janeiro      | Americano FC (RJ)            | 1. Runde    |
| Rio de Janeiro      | Bangu AC                     | 1. Runde    |
| Rio de Janeiro      | Itaperuna EC                 | 1. Runde    |
| Rio Grande do Norte | ABC Natal                    | 1. Runde    |
| Rio Grande do Sul   | Grêmio FBPA                  | 2. Runde    |
| Santa Catarina      | Criciúma EC                  | Halbfinale  |
| Santa Catarina      | Joinville EC                 | 1. Runde    |
| São Paulo           | Botafogo FC (SP)             | 1. Runde    |
| São Paulo           | CA Juventus                  | 1. Runde    |
| São Paulo           | EC Noroeste                  | 1. Runde    |
| São Paulo           | AA Ponte Preta               | 1. Runde    |
| São Paulo           | São José EC                  | 1. Runde    |
| São Paulo           | União São João EC            | 2. Runde    |
| Sergipe             | AD Confiança                 | 1. Runde    |

## 1. Runde
In der ersten Runde traten die 32 Teilnehmer in vier Gruppen zu je acht Klubs einmal in Hin- und Rückspiel gegeneinander an. Die besten drei Klubs jeder Gruppe zogen in die zweite Runde ein.
Das Ranking ergab er sich aus:
- Anzahl der Punkte
- Anzahl der Siege
- Tordifferenz
- Erzielte Tore
- Direkter Vergleich

### Gruppe A
| Pl. | Verein           | Sp. | S | U | N | Tore    | Diff. | Punkte |
| --- | ---------------- | --- | - | - | - | ------- | ----- | ------ |
| 1.  | Santa Cruz FC    | 14  | 6 | 7 | 1 | 018:600 | +12   | 19     |
| 2.  | Ceará SC         | 14  | 5 | 7 | 2 | 011:100 | +1    | 17     |
| 3.  | Fortaleza EC     | 14  | 6 | 4 | 4 | 015:110 | +4    | 16     |
| 4.  | Campinense Clube | 14  | 5 | 5 | 4 | 012:140 | −2    | 15     |
| 5.  | SE Picos         | 14  | 3 | 8 | 3 | 010:140 | −4    | 14     |
| 6.  | CS Alagoano      | 14  | 6 | 1 | 7 | 016:140 | +2    | 13     |
| 7.  | ABC Natal        | 14  | 3 | 4 | 7 | 010:160 | −6    | 10     |
| 8.  | Central SC       | 14  | 3 | 2 | 9 | 012:190 | −7    | 08     |

### Gruppe B
| Pl. | Verein            | Sp. | S | U | N | Tore    | Diff. | Punkte |
| --- | ----------------- | --- | - | - | - | ------- | ----- | ------ |
| 1.  | Clube do Remo     | 14  | 9 | 1 | 4 | 030:120 | +18   | 19     |
| 2.  | EC Vitória        | 14  | 6 | 5 | 3 | 018:900 | +9    | 17     |
| 3.  | AD Ferroviária    | 14  | 7 | 3 | 4 | 016:160 | ±0    | 17     |
| 4.  | AA Anapolina      | 14  | 6 | 3 | 5 | 015:160 | −1    | 15     |
| 5.  | AD Confiança      | 14  | 5 | 3 | 6 | 012:170 | −5    | 13     |
| 6.  | Itaperuna EC      | 14  | 4 | 5 | 5 | 018:230 | −5    | 13     |
| 7.  | Americano FC (RJ) | 14  | 4 | 4 | 6 | 015:170 | −2    | 12     |
| 8.  | Taguatinga EC     | 14  | 1 | 4 | 9 | 014:280 | −14   | 06     |

### Gruppe C
| Pl. | Verein            | Sp. | S | U | N | Tore    | Diff. | Punkte |
| --- | ----------------- | --- | - | - | - | ------- | ----- | ------ |
| 1.  | Criciúma EC       | 14  | 7 | 2 | 5 | 015:900 | +6    | 16     |
| 2.  | Coritiba FC       | 14  | 6 | 4 | 4 | 011:900 | +2    | 16     |
| 3.  | União São João EC | 14  | 5 | 4 | 5 | 012:100 | +2    | 14     |
| 4.  | CA Juventus       | 14  | 5 | 4 | 5 | 011:900 | +2    | 14     |
| 5.  | Botafogo FC (SP)  | 14  | 5 | 4 | 5 | 010:100 | ±0    | 14     |
| 6.  | EC Noroeste       | 14  | 5 | 3 | 6 | 013:200 | −7    | 13     |
| 7.  | Bangu AC          | 14  | 4 | 5 | 5 | 009:900 | ±0    | 13     |
| 8.  | Joinville EC      | 14  | 4 | 4 | 6 | 006:110 | −5    | 12     |

### Gruppe D
| Pl. | Verein                       | Sp. | S | U | N  | Tore    | Diff. | Punkte |
| --- | ---------------------------- | --- | - | - | -- | ------- | ----- | ------ |
| 1.  | América Mineiro              | 14  | 6 | 6 | 2  | 012:500 | +7    | 18     |
| 2.  | Paraná Clube                 | 14  | 5 | 8 | 1  | 017:100 | +7    | 18     |
| 3.  | Grêmio FBPA                  | 14  | 6 | 5 | 3  | 022:130 | +9    | 17     |
| 4.  | São José EC                  | 14  | 6 | 4 | 4  | 022:130 | +9    | 16     |
| 5.  | AA Ponte Preta               | 14  | 5 | 6 | 3  | 015:130 | +2    | 16     |
| 6.  | Londrina EC                  | 14  | 5 | 3 | 6  | 015:160 | −1    | 13     |
| 7.  | Operário FC (MS)             | 14  | 2 | 6 | 6  | 013:190 | −6    | 10     |
| 8.  | CE Operário Várzea-Grandense | 14  | 1 | 2 | 11 | 011:380 | −27   | 04     |

## 2. Runde
Die ursprünglichen geplanten Paarungen für eine Durchführung als K.-o.-Runde waren:
|                 | Ergebnis |                   |
| --------------- | -------- | ----------------- |
| Santa Cruz FC   | −        | União São João EC |
| Criciúma EC     | −        | Fortaleza EC      |
| Ceará SC        | −        | Coritiba FC       |
| Clube do Remo   | −        | Grêmio FBPA       |
| América Mineiro | −        | AD Ferroviária    |
| Paraná Clube    | −        | EC Vitória        |

Die Sortierung ergab sich aus Abschneiden im Turnierverlauf.

### Gruppe E
| Pl. | Verein        | Sp. | S | U | N | Tore    | Diff. | Punkte | Bonus | Gesamt |
| --- | ------------- | --- | - | - | - | ------- | ----- | ------ | ----- | ------ |
| 1.  | Clube do Remo | 6   | 2 | 4 | 0 | 006:300 | +3    | 08     | 1     | 9      |
| 2.  | Santa Cruz FC | 6   | 1 | 3 | 2 | 005:900 | −4    | 05     | 1     | 6      |
| 3.  | Ceará SC      | 6   | 0 | 5 | 1 | 005:600 | −1    | 05     | 1     | 6      |
| 4.  | Fortaleza EC  | 6   | 2 | 2 | 2 | 007:500 | +2    | 06     | 0     | 6      |

### Gruppe F
| Pl. | Verein            | Sp. | S | U | N | Tore    | Diff. | Punkte | Bonus | Gesamt |
| --- | ----------------- | --- | - | - | - | ------- | ----- | ------ | ----- | ------ |
| 1.  | EC Vitória        | 6   | 3 | 3 | 0 | 007:300 | +4    | 09     | 0     | 9      |
| 2.  | América Mineiro   | 6   | 2 | 2 | 2 | 007:600 | +1    | 06     | 1     | 7      |
| 3.  | União São João EC | 6   | 2 | 3 | 1 | 004:300 | +1    | 07     | 0     | 7      |
| 4.  | AD Ferroviária    | 6   | 0 | 2 | 4 | 004:100 | −6    | 02     | 0     | 2      |

### Gruppe G
| Pl. | Verein       | Sp. | S | U | N | Tore    | Diff. | Punkte | Bonus | Gesamt |
| --- | ------------ | --- | - | - | - | ------- | ----- | ------ | ----- | ------ |
| 1.  | Criciúma EC  | 6   | 3 | 2 | 1 | 009:400 | +5    | 08     | 1     | 9      |
| 2.  | Paraná Clube | 6   | 3 | 2 | 1 | 007:600 | +1    | 08     | 1     | 9      |
| 3.  | Grêmio FBPA  | 6   | 2 | 1 | 3 | 007:700 | ±0    | 05     | 0     | 5      |
| 4.  | Coritiba FC  | 6   | 0 | 3 | 3 | 004:100 | −6    | 03     | 0     | 3      |

## 3. Runde

### Gruppe H
Santa Cruz und Fortaleza erzielten gleich viel Punkte. Santa Cruz zog ins Halbfinale ein, da diese im Wettbewerb mehr Punkte erzielt hatten. Santa Cruz 30 Punkte, Fortaleza 28 Punkte. Der Extrapunkt für Santa Cruz in der zweiten Runde wurde nicht gezählt.
| Pl. | Verein        | Sp. | S | U | N | Tore    | Diff. | Punkte |
| --- | ------------- | --- | - | - | - | ------- | ----- | ------ |
| 1.  | EC Vitória    | 6   | 4 | 1 | 1 | 007:100 | +6    | 09     |
| 2.  | Santa Cruz FC | 6   | 3 | 0 | 3 | 006:400 | +2    | 06     |
| 3.  | Fortaleza EC  | 6   | 3 | 0 | 3 | 008:100 | −2    | 06     |
| 4.  | Clube do Remo | 6   | 1 | 1 | 4 | 004:100 | −6    | 03     |

### Gruppe I
Paraná Clube und Criciúma erzielten gleich viel Punkte. Paraná Clube wurde Gruppenerster, da diese im Wettbewerb mehr Punkte erzielt hatten. Paraná Clube 33 Punkte, Criciúma 31 Punkte. Die Extrapunkt für beide Klubs in der zweiten Runde wurde nicht gezählt.
| Pl. | Verein            | Sp. | S | U | N | Tore    | Diff. | Punkte |
| --- | ----------------- | --- | - | - | - | ------- | ----- | ------ |
| 1.  | Paraná Clube      | 6   | 1 | 5 | 0 | 001:000 | +1    | 07     |
| 2.  | Criciúma EC       | 6   | 2 | 3 | 1 | 005:300 | +2    | 07     |
| 3.  | América Mineiro   | 6   | 1 | 3 | 2 | 003:600 | −3    | 05     |
| 4.  | União São João EC | 6   | 1 | 3 | 2 | 005:500 | ±0    | 05     |

## Turnierplan ab Halbfinale
|  | Halbfinale | Halbfinale    | Halbfinale | Halbfinale | Halbfinale |  |  | Finale | Finale       | Finale | Finale | Finale |
|  |            |               |            |            |            |  |  |        |              |        |        |        |
|  |            |               |            |            |            |  |  |        |              |        |        |        |
|  |            | Santa Cruz FC | 1          | 1          | 2          |  |  |        |              |        |        |        |
|  |            | Paraná Clube  | 2          | 2          | 4          |  |  |        |              |        |        |        |
|  |            |               |            |            |            |  |  |        | Paraná Clube | 2      | 1      | 3      |
|  |            |               |            |            |            |  |  |        | EC Vitória   | 1      | 0      | 1      |
|  |            | Criciúma EC   | 2          | 1          | 3          |  |  |        |              |        |        |        |
|  |            | EC Vitória    | 1          | 3          | 4          |  |  |        |              |        |        |        |
|  |            |               |            |            |            |  |  |        |              |        |        |        |

## Halbfinale
| Datum       |               | Gesamt |              | Hinspiel  | Rückspiel |
| ----------- | ------------- | ------ | ------------ | --------- | --------- |
| 25.6./29.6. | Santa Cruz FC | 2:4    | Paraná Clube | 1:2 (1:0) | 1:2 (0:1) |
| 25.6./2.7.  | Criciúma EC   | 3:4    | EC Vitória   | 2:1       | 1:3       |

## Finale

### Hinspiel
| Paraná Clube                                                | Paraná Clube | EC Vitória | EC Vitória |
| ----------------------------------------------------------- | --- | --- | ---------- |
| Paraná Clube                                                | \| 5. Juli 1992 in Curitiba (Complexo Poliesportivo Pinheirão) \| \| Ergebnis: 2:1 (2:0) \| \| Zuschauer: 18.746 \|                                                                     | \| 5. Juli 1992 in Curitiba (Complexo Poliesportivo Pinheirão) \| \| Ergebnis: 2:1 (2:0) \| \| Zuschauer: 18.746 \|                                                         | EC Vitória |
| Paraná Clube                                                | Luiz Henrique – Balu, Servilho, Gralak, Ednélson – João Antônio, Adoílson, Marquinhos Ferreira – Maurílio, Saulo (Sérgio Luiz ), Serginho (Ney Santos ) Cheftrainer: Otacílio Gonçalves | Borges – Edinho (Claudinho ), Baiano, Marquinhos, Renato Martins – Candeia, Dourado, Paulista – Vampeta (Alex Alves ), Luís Carlos, Alex Barros Cheftrainer: João Francisco | EC Vitória |
| Paraná Clube                                                | 1:0 Adoílson (16., Elfmeter) 2:0 Adoílson (43.) | 2:1 Alex Alves (77.) | EC Vitória |
| 5. Juli 1992 in Curitiba (Complexo Poliesportivo Pinheirão) | | |            |
| Ergebnis: 2:1 (2:0)                                         | | |            |
| Zuschauer: 18.746                                           | | |            |

### Rückspiel
| EC Vitória                                             | EC Vitória | Paraná Clube | Paraná Clube |
| ------------------------------------------------------ | --- | --- | ------------ |
| EC Vitória                                             | \| 11. Juli 1992 in Salvador (Bahia) (Estádio Fonte Nova) \| \| Ergebnis: 1:0 (0:0) \| \| Zuschauer: 60.442 \| \| Schiedsrichter: Márcio Rezende de Freitas \|       | \| 11. Juli 1992 in Salvador (Bahia) (Estádio Fonte Nova) \| \| Ergebnis: 1:0 (0:0) \| \| Zuschauer: 60.442 \| \| Schiedsrichter: Márcio Rezende de Freitas \|        | Paraná Clube |
| EC Vitória                                             | Borges – Edinho, Edson Santos, Agnaldo Liz, Renato Martins – Dourado, Vampeta, Arturzinho, André Carpes (Luis Carlos ) – Dão, Alex Alves Cheftrainer: João Francisco | Luiz Henrique – Balu, Gralak, Servilho, Ednelson – João Antonio, Adoilson (Neguinho), Marquinhos Ferreira – Maurílio, Saulo, Serginho Cheftrainer: Otacílio Gonçalves | Paraná Clube |
| EC Vitória                                             | 0:1 Saulo (54.) | | Paraná Clube |
| 11. Juli 1992 in Salvador (Bahia) (Estádio Fonte Nova) | | |              |
| Ergebnis: 1:0 (0:0)                                    | | |              |
| Zuschauer: 60.442                                      | | |              |
| Schiedsrichter: Márcio Rezende de Freitas              | | |              |

## Abschlusstabelle
Die Tabelle diente lediglich zur Feststellung der Platzierung der einzelnen Mannschaften in der Saison. Sie wurde zeitweise vom Verband auch zur Ermittlung einer ewigen Rangliste herangezogen. Sie setzt sich zusammen aus allen ausgetragenen Spielen. In der Sortierung hat das Erreichen der jeweiligen Finalphase Vorrang vor den erzielten Punkten.
| Pl. | Verein                       | Sp. | S  | U  | N  | Tore    | Diff. | Punkte |
| --- | ---------------------------- | --- | -- | -- | -- | ------- | ----- | ------ |
| 1.  | Paraná Clube                 | 30  | 13 | 15 | 2  | 032:190 | +13   | 41     |
| 2.  | EC Vitória                   | 30  | 14 | 9  | 7  | 037:190 | +18   | 37     |
| 3.  | Criciúma EC                  | 28  | 13 | 7  | 8  | 032:200 | +12   | 33     |
| 4.  | Santa Cruz FC                | 28  | 10 | 10 | 8  | 031:230 | +8    | 30     |
| 5.  | Clube do Remo                | 26  | 12 | 6  | 8  | 040:250 | +15   | 30     |
| 6.  | América Mineiro              | 26  | 9  | 11 | 6  | 022:170 | +5    | 29     |
| 7.  | Fortaleza EC                 | 26  | 11 | 6  | 9  | 030:260 | +4    | 28     |
| 8.  | União São João EC            | 26  | 8  | 10 | 8  | 021:180 | +3    | 26     |
| 9.  | Grêmio FBPA                  | 20  | 8  | 6  | 6  | 029:200 | +9    | 22     |
| 10. | Ceará SC                     | 20  | 5  | 12 | 3  | 016:160 | ±0    | 22     |
| 11. | AD Ferroviária               | 20  | 7  | 5  | 8  | 020:260 | −6    | 19     |
| 12. | Coritiba FC                  | 20  | 6  | 7  | 7  | 015:190 | −4    | 19     |
| 13. | São José EC                  | 14  | 6  | 4  | 4  | 022:130 | +9    | 16     |
| 14. | AA Ponte Preta               | 14  | 5  | 6  | 3  | 015:130 | +2    | 16     |
| 15. | AA Anapolina                 | 14  | 6  | 3  | 5  | 015:160 | −1    | 15     |
| 16. | Campinense Clube             | 14  | 5  | 5  | 4  | 012:140 | −2    | 15     |
| 17. | CA Juventus                  | 14  | 5  | 4  | 5  | 011:900 | +2    | 14     |
| 18. | Botafogo FC (SP)             | 14  | 5  | 4  | 5  | 010:100 | ±0    | 14     |
| 19. | SE Picos                     | 14  | 3  | 8  | 3  | 010:140 | −4    | 14     |
| 20. | CS Alagoano                  | 14  | 6  | 1  | 7  | 016:140 | +2    | 13     |
| 21. | Londrina EC                  | 14  | 5  | 3  | 6  | 015:160 | −1    | 13     |
| 22. | AD Confiança                 | 14  | 5  | 3  | 6  | 012:170 | −5    | 13     |
| 23. | EC Noroeste                  | 14  | 5  | 3  | 6  | 013:200 | −7    | 13     |
| 24. | Bangu AC                     | 14  | 4  | 5  | 5  | 009:900 | ±0    | 13     |
| 25. | Itaperuna EC                 | 14  | 4  | 5  | 5  | 018:230 | −5    | 13     |
| 26. | Americano FC (RJ)            | 14  | 4  | 4  | 6  | 015:170 | −2    | 12     |
| 27. | Joinville EC                 | 14  | 4  | 4  | 6  | 006:110 | −5    | 12     |
| 28. | ABC Natal                    | 14  | 3  | 4  | 7  | 010:160 | −6    | 10     |
| 29. | Operário FC (MS)             | 14  | 2  | 6  | 6  | 013:190 | −6    | 10     |
| 30. | Central SC                   | 14  | 3  | 2  | 9  | 012:190 | −7    | 08     |
| 31. | Taguatinga EC                | 14  | 1  | 4  | 9  | 014:280 | −14   | 06     |
| 32. | CE Operário Várzea-Grandense | 14  | 1  | 2  | 11 | 011:380 | −27   | 04     |